# Adrian Gaxha
Adrian Gaxha (en macedoni Адриан Гаџа) (Skopje, 13 de febrer de 1984) és un cantant de música pop albanomacedònica. L'any 2006 va participar amb Esma Redzepova a la preselecció macedònica per representar el seu país al Festival d'Eurovisió amb la cançó "Ljubov e", que va acabar en segon lloc, darrere de l'Elena Risteska. En canvi, el 2008 guanya el Skopje Feste, el programa de preselecció per representar el país al certamen europeu, juntament amb Tamara Todevska i en Rade Vrčakovski amb la cançó "Vo imeto na ljubovta" (cantada en anglès al festival i, per tant, traduïda per Let me love you, és a dir, Deixa'm estimar-te). Així el triet va representar la República de Macedònia al Festival d'Eurovisió que aquell any se celebrava a Belgrat, Sèrbia. La cançó va obtenir el 10è lloc a les semifinals amb un total de 64 punts, però no va aconseguir passar a la segona fase a causa del fet que el jurat d'experts van preferir deixar passar a Charlotte Perrelli, representant de Suècia.

## Discografia

### Àlbums
- Thuaj Mamit
- 300 Godini (2008)

### Senzills
- "Dashuri Mistike" (juntament amb Tamara Todevska i Vrčak)
- "Sa Sexy"
- "Nedopirliva" (junto a Vrčak)
- "Vo ime na ljubovta" (juntament amb Tamara Todevska i Vrčak)
- "Toksična" (ft. Vrčak & Robert Bilbilov)
- "Kalle" (ft. Lindon)
- "Asnihere" (ft. Lindon)
- "Ngjyra e kuqe" (the red color) ft. Floriani